# عمر سیدیبه
عمر سیدیبه (انگلیسی: Oumar Sidibé؛ زادهٔ ۲۵ مارس ۱۹۹۰) بازیکن فوتبال اهل مالی است.
از باشگاه‌هایی که در آن بازی کرده است می‌توان به باشگاه فوتبال الهلال ام‌درمان و باشگاه فوتبال ویتا کلوب اشاره کرد.
وی همچنین در تیم ملی فوتبال مالی بازی کرده است.